# Gastvättflaska

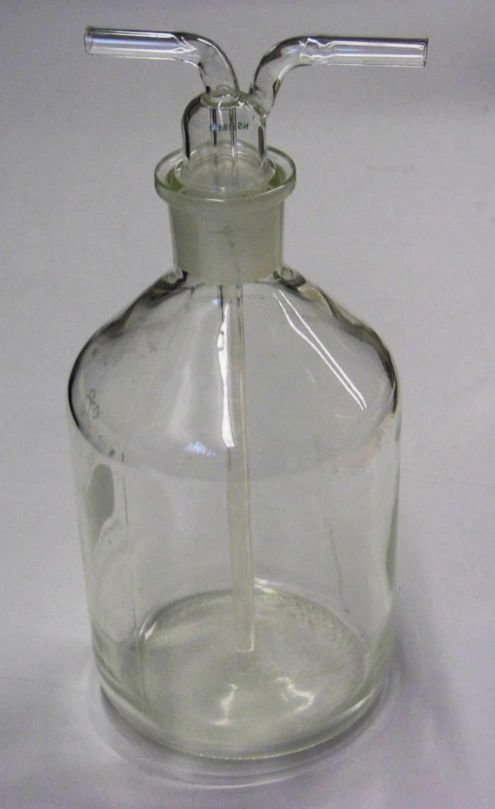
Gastvättflaska.

En gastvättflaska är en flaska med en rörförsedd insats som används för att bubbla en gasblandning genom en vätska för att därigenom avlägsna sådana gaser som är lösliga i vätskan. Tvättflaskor kan även användas för att avlägsna (eller insamla) partiklar från gasen. Gasen leds in genom ett rör som når nästan till flaskans botten och ut genom en anslutning till flaskans topp (båda genom samma glaspropp).
Vatten används ofta som tvättvätska, då många gaser, som svaveldioxid och kväveoxider, är lättlösliga i vatten. För att avlägsna koldioxid tvättar man med kalkvatten eller natriumhydroxidlösning. Avlägsnande av vattenånga, torkning av gasen, gör man genom att bubbla gasen genom koncentrerad svavelsyra (man kan också använda ett torkrör med vattenfri kalciumklorid). Torkning är ofta önskvärd efter tvättning av gasen i vatten, varför man då kopplar två tvättflaskor i serie - den första med vatten, den andra med koncentrerad svavelsyra. Med en tom gastvättflaska kan man uppsamla vätskedroppar ur gasen.
Man kan också använda gastvättflaskor för att tillföra ett ämne till gasen - bubbling genom vatten kan exempelvis öka fuktigheten i torr gas.
Genom att koppla in en tom gastvättflaska "bakvänt" (så att gasen leds ut genom det nedstickande röret i stället för in) får man en "säkerhetsflaska" som skyddar mot baksug.
Gastvättflaskan, med in- och utlopp sammanfogade till en enhet, uppfanns av den tyske kemisten Edmund Drechsel 1875 (tidigare hade man använt Woulfe-flaskor för gastvättning, med inlopp genom en flaskhals och utlopp genom en annan - vilket gav två otäta proppar, i stället för bara en).

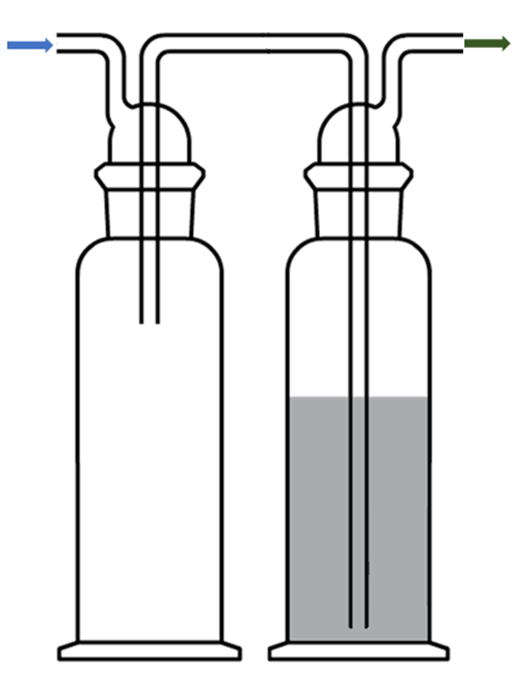
Två gastvättflaskor (gasen leds in från vänster). Den vänstra är kopplad "bakvänd" och fungerar som säkerhetsflaska, medan den högra används för tvättningen. (Röret på den vänstra flaskan har dessutom förkortats för att förhindra att eventuell vätskeansamling i flaskans botten sugs upp.)
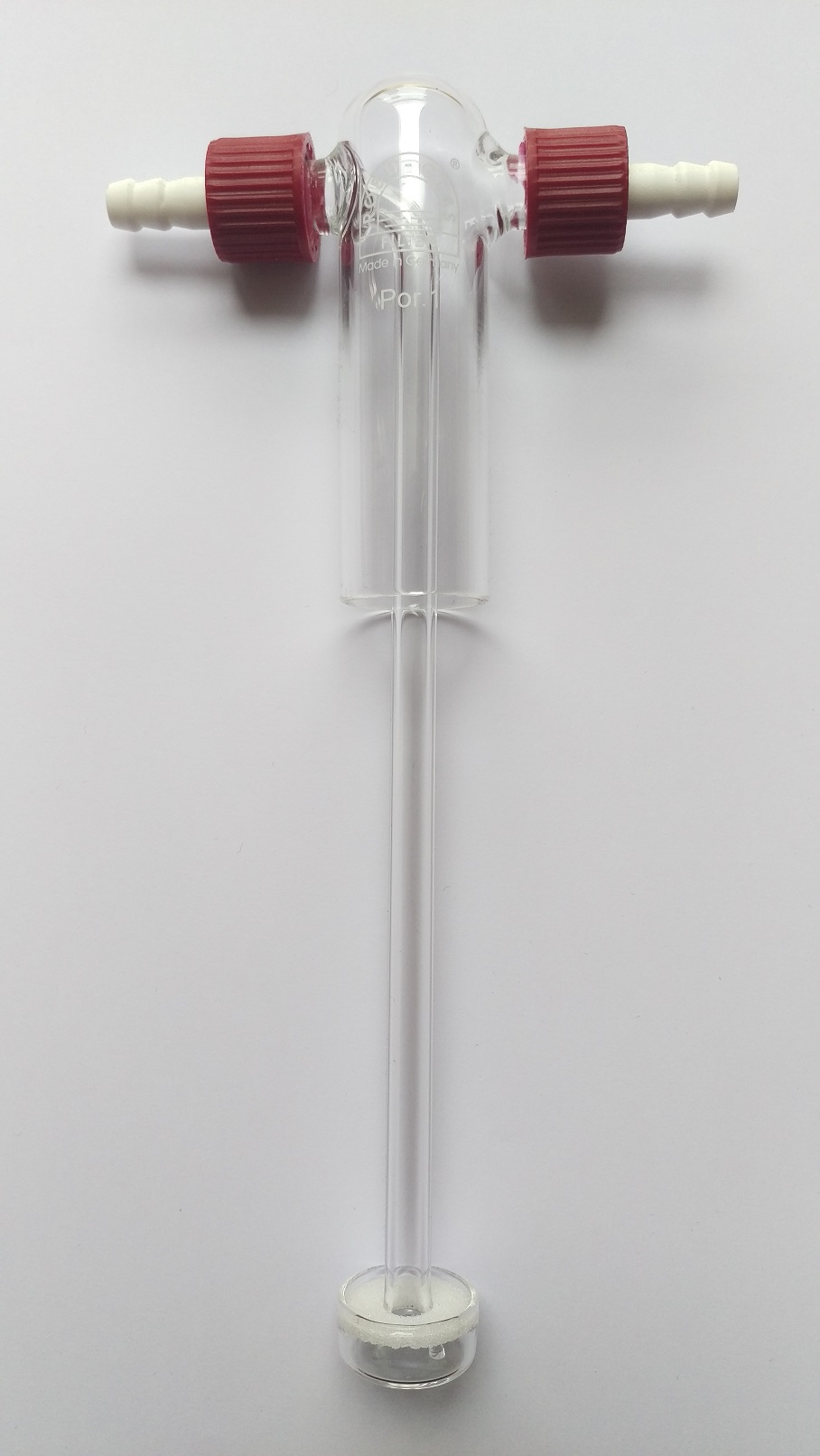
Insats till en gastvättflaska med ett glasfilter ("fritta") i inloppsrörets ände för att få mindre bubblor och därigenom öka kontaktytan mellan gasen och tvättvätskan så att utbytet effektiviseras.
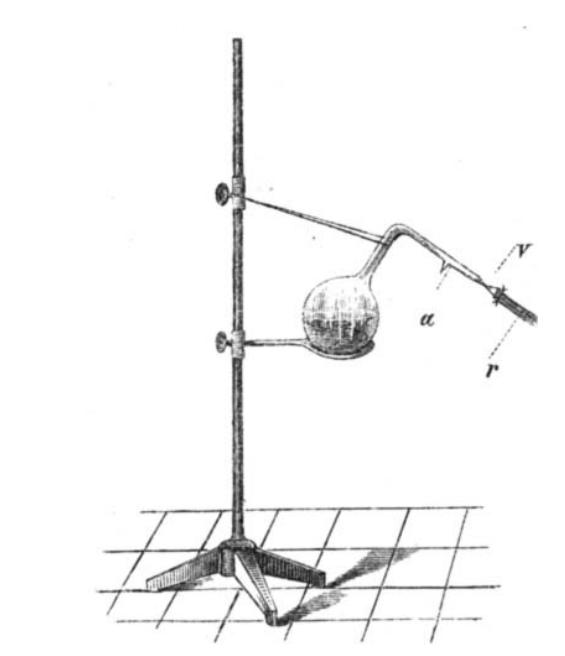
Drechsels illustration i artikeln Neue Waschflasche, Journal für praktischen Chemie 1876 sid. 480.

## Impingerflaskor
Impingerflaskor är små gastvättflaskor som används med en liten, oftast batteridriven, luftpump. Hela anordningen, en "impingerprovtagare", kan medföras "i fält" för provtagning av luft, exempelvis utomhus eller i industrilokaler och dylikt. Luftpumpen suger in en förutbestämd mängd luft på ett specificerat sätt och ger därigenom ett standardiserat mätvärde. Flaskorna är ofta graderade så att samma vätskemängd används vid varje mätning. En impinger kan därtill förses med olika typer av filter för frånskiljande av partiklar. Impingermetoden (med en handvevad fläkt i stället för batteridriven luftpump) utvecklades vid amerikanska Bureau of Mines för mätning av partikelinnehållet i kolgruveluft 1937.